# Henrik Bertelsen
Hans Henrik August Bertelsen, född 12 maj 1874, död 2 februari 1933, var en dansk språkforskare och skolman. 
Bertelsen avlade magisterkonferens 1898 och blev filosofie doktor 1902 på avhandlingen Om Didrik af Berns Sagas oprindelige Skikkelse, Omarbejdelse og Haandskrifter. Han var lärare vid olika skolor 1903–1912, rektor vid Roskilde Katedralskole 1912–18 och undervisningsinspektör för gymnasieskolorna 1918–27. Han författade en rad språkhistoriska verk och språkstudier (Danske Grammatikere, I–VI, 1915–1924, J.P. Høysgaard, 1926) samt skolböcker och tidskriftsartiklar.